# Tomasz Koteda Kyūmi
Tomasz Koteda Kyūmi (ur. ok. 1576 w Hirado; zm. 27 listopada 1619 w Nagasaki w Japonii) – błogosławiony Kościoła katolickiego, japoński męczennik, ofiara prześladowań antykatolickich w Japonii.

## Życiorys
Tomasz Koteda Kyūmi pochodził ze znamienitej rodziny Koteda z Hirado. Należał do Bractwa Różańcowego.
W Japonii w okresie Edo (XVII w.) doszło do prześladowań chrześcijan.
Tomasz Koteda Kyūmi został ścięty 27 listopada 1619 w Nagasaki za to, że mieszkając na tej samej ulicy co Andrzej Murayama Tokuan, u którego ukrywał się dominikanin Franciszek Morales Sedeño nie doniósł władzom o miejscu pobytu misjonarza.
Został beatyfikowany w grupie 205 męczenników japońskich przez Piusa IX w dniu 7 lipca 1867 (dokument datowany jest 7 maja 1867).
Dniem jego wspomnienia jest 10 września (w grupie 205 męczenników japońskich).